# Seggauberg
Seggauberg är en ort i kommunen Leibnitz i Österrike. Den ligger i den södra delen av förbundslandet Steiermark.
Orten ligger på två berg, Seggauberg och Frauenberg som var bebodda redan under stenåldern. Inte långt ifrån låg staden Flavia Solva, ett regionalt centrum på romartiden. På Frauenberg fanns två romerska tempel. Fynden från forntiden och romartiden samt modeller av templen kan nuförtiden beses på tempelmuseum Frauenberg. 
På Seggauberg byggdes en borg på 1100-talet som kontrollerade Sulmdalen. Seggauberg tillhörde då som nu kyrkan. Ur borgen utvecklades efter hand slottet Seggau. 
Ortens viktigaste näringsgren är idag turism.
Fram till år 2014 var Seggauberg en självständig kommun som även bestod av orterna Oberlupitscheni, Rettenbach och Schönegg.